# Elezioni parlamentari in Somalia del 1984
Le elezioni parlamentari in Somalia del 1984 si tennero il 31 dicembre. La consultazione avvenne in forma plebiscitaria: il corpo elettorale fu chiamato ad esprimersi in ordine all'approvazione di una lista di 171 candidati, rappresentanti del Partito Socialista Rivoluzionario Somalo.

## Risultati
| Elezione | Elezione        | Voti      | %     |
| -------- | --------------- | --------- | ----- |
|          | Sì              | 4.207.977 | 99,89 |
|          | No              | 4.700     | 0,11  |
| Totale   | Totale          | 4.212.677 | 100   |
|          | Voti non validi | 1.990     |       |
| Totale   | Totale          | 4.214.667 |       |